# És hora de dir-se adeu?
És hora de dir-se adeu? (títol original: Time to Say Goodbye?) és una pel·lícula estatunidenca dramàtica del dirigida per David Jones. Ha estat doblada al català.

## Argument
La pel·lícula està centrada en la decisió d'un ancià patriarca familiar d'acabar amb la seva vida, quan fa front a la degradació i al patiment per la malaltia d'Alzheimer. La seva família està enfonsada.

## Repartiment
- Eva Marie Saint: Ruth Klooster
- Richard Kiley: Gerald Klooster
- Margaret Colin: Kristen Hamstra
- Rick Roberts: Xip Klooster
- Alex Carter: Craig Klooster
- Kevin Hicks: Curt Klooster
- John Neville: Jutge de Michigan
- Elizabeth Pastor: Teresa Rodriguez
- Louis Di Bianco: Joe Rodriguez
- Greg Ellwand: Bill
- Tracey Hoyt: Mary
- Catherine McNally: Betty
- Max Naiman: Zachery
- Connor Cunningham: Alexander
- John Boylan: Peters
- Richard McMillan: Fawcett
- John Innes: Stroup
- Martin Doyle: Earhart
- David Eisner: Justis
- Thomas Hauff: Jutge McKinistry
- Philip Semblant: Agent de Policia de l'aeroport
- Ronn Sarosiak: Florida Patrolman
- Matthew Bennett: Agent de l'FBI
- James Downing: Tony
- Harry Hamlin